# Jean-Marc Muffat
Jean-Marc Muffat (19 novembre 1958) è un ex sciatore alpino francese.

## Biografia
Disceista puro originario di Saint-Jean-d'Aulps, Muffat vinse il titolo nazionale francese nel 1978 e ottenne due piazzamenti in Coppa del Mondo, il 6 gennaio 1979 a Morzine (4º) e il 1º febbraio successivo a Villars-sur-Ollon (19º); non prese parte a rassegne olimpiche né ottenne piazzamenti ai Campionati mondiali.

## Palmarès

### Coppa del Mondo
- Miglior piazzamento in classifica generale: 57º nel 1979

### Campionati francesi
- 1 oro (discesa libera nel 1978)[senza fonte]